# ألفرد مارشال
ألفرد مارشال (بالإنجليزية: Alfred Marshall)‏ اقتصادي بريطاني ولد في 26 يوليو 1842 في لندن وتوفي في 13 يوليو 1924 في كامبريدج، كان من أكثر الاقتصاديين تأثيرا في عصره. اشتهر بكتابه «مبادئ الاقتصاد» (1890) حيث كان الكتاب المهيمن لتدريس الاقتصاد لفترة طويلة في إنجلترا، شرح من خلاله الأفكار الرئيسة للاقتصاد مثل العرض والطلب، المنفعة الحدية، كلفة الإنتاج. ويعتبر ألفرد من أهم مؤسسي علم الاقتصاد الحديث.

## بدايته
ولد مارشال في مقاطعة كلافام في إنجلترا يوم 26 يوليو من العام 1842.كان والده يعمل أمين للصندوق في أحد المصارف كما كان بروتستانتي ورع. تربى مارشال في ضواحي لندن وتلقى تعليمه في مدرسة تايلور التجارية في نورثوود وكلية سانت جونز في كامبريدج، حيث أثبت كفائته في الرياضيات وحصل على مرتبة الشرف الثانية في تحدي كامبريدج للرياضيات عام 1865. عانى مارشال من ازمة نفسية جعلته يهجر الفيزياء وينتقل إلى الفلسفة حيث بدأ بالتعمق في علوم ما وراء الطبيعة تحديداً في علم اللاهوت.

## حياته ومسيرته المهنية
ولد مارشال في لندن. كان والده يعمل أمين صندوق في بنك وكان إنجيليًا ورعًا. نشأ مارشال في كالفام وتلقى تعليمه في مدرسة تايلور التجارية وكلية سانت جونز، كامبريدج، حيث أظهر موهبة في الرياضيات وحقق مرتبة رينغلر الثانية في عام 1865 في امتحان درجة الشرف للرياضيات في جامعة كامبريدج. عانى مارشال من أزمة نفسية جعلته يهجر الفيزياء وينتقل إلى الفلسفة. بدأ بعلم ما وراء الطبيعة وبشكل خاص «الأساس الفلسفي للمعرفة، وخاصةً علم اللاهوت». قاد علم ماوراء الطبيعة مارشال إلى علم الأخلاق وخاصةً مذهب هنري سيدجويك في المنفعة، وقاده علم الأخلاق بدوره إلى الاقتصاد، لأن الاقتصاد لعب دورًا أساسيًا في توفير الشروط اللازمة لتحسين طبقة العمال.
اعتبر أن من واجب الخبراء الاقتصاديين تحسين الظروف المادية، لكن هذا التحسين سيحصل -برأي مارشال- فقط بالترابط بين القوى السياسية والاجتماعية. يعكس اهتمامه بالجورجية والليبرالية والاجتماعية والنقابات العمالية وتعليم النساء والفقر والتطور تأثير فلسفته الأولية على نشاطاته اللاحقة وكتاباته.
انتخب مارشال في عام 1865 للزمالة في كلية سانت جونز في كامبريدج، وأصبح مُحاضرًا في العلوم الأخلاقية في عام 1868. أصبح في عام 1885 بروفيسورًا جامعيًا في الاقتصاد السياسي في كامبريدج، حيث بقي فيها حتى تقاعده في عام 1908. تعامل على مر السنوات مع العديد من المفكرين البريطانيين بما فيهم هنري سيدجويك، ودبليو. كي. كليفورد، وبينجامين جويت، وويليام ستانلي جيفونز وفرانسيس يسيدرو إيدجورث وجون نيفيل كينز وجون مينارد كينز. أسس مارشال مدرسة كامبريدج التي لفتت الانتباه إلى زيادة العائدات -نظرية الثبات- واقتصاد الرفاهية، انتقلت القيادة بعد تقاعده إلى آرثر سيسيل بيجو وجون مينارد كينز.

## مساهماته في الاقتصاد
أراد مارشال تحسين الدقة الرياضية في الاقتصاد وتحويلها إلى مهنة أكثر علمية. في سبعينيات القرن التاسع عشر كتب عددًا صغيرًا من الأوراق عن التجارة الدولية ومشاكل حماية الإنتاج الوطني. في عام 1879، جُمّع العديد من هذه الأعمال في عمل واحد بعنوان «نظرية التجارة الخارجية: النظرية البحتة للقيم المحلية». في السنة ذاتها (1879)، نشر كتاب «اقتصاديات الصناعة» مع زوجته ماري بيلي.
1. على الرغم من أن مارشال نقل الاقتصاد إلى مستوى أكثر دقة رياضيًا، لكنه لم يرغب أن تغطي الرياضيات على الاقتصاد وتجعل الاقتصاد غير مفهوم للإنسان العادي. وفقًا لذلك، صاغ مارشال نص كتبه ليناسب الإنسان العادي ووضع المحتوى الرياضي في الهوامش والملاحق من أجل الاختصاصيين. في رسالة إلى إيه. إل. باولي، وضع النظام التالي:

1. استخدم الرياضيات كلغة مختصرة، بدلًا من محرّك للاستفسارات.
2. جاريها حتى تنتهي.
3. ترجم إلى الإنجليزية.
4. وضّح بالأمثلة المهمة في الحياة العملية.
5. تخطّى الرياضيات.
6. إذا لم تنجح في (3) تخطّى (4).

هذا ما أفعله غالبًا.
كان مارشال أستاذ ماري بيلي في الاقتصاد السياسي في جامعة كامبريدج وتزوجا في عام 1877، مما أجبر مارشال على ترك منصبه في الزمالة في كلية سانت جونز في جامعة كامبريدج، للامتثال لقوانين الجامعة الخاصة بالامتناع عن الزواج. أصبح أول مدير في كلية الجامعة في بريستول، وهو المعهد الذي أصبح فيما بعد جامعة بريستول، وحاضرَ فيها مجددًا في الاقتصاد السياسي وعلم الاقتصاد. أتمّ أعماله بينما كان في بريستول، ونشرها بشكل واسع في إنجلترا كمناهج اقتصادية، وشرحت بصيغتها البسيطة الأسس النظرية المعقدة. حقق مارشال رقمًا قياسيًا في الشهرة في خلال هذا العمل، وبعد وفاة ويليام جونز في عام 1882، أصبح مارشال الخبير البريطاني الاقتصادي الأبرز في التفكير العلمي في عصره.
عاد مارشال إلى كامبريدج، بعد فترة قصيرة في كلية باليول في جامعة أوكسفورد في فترة 1883-1884، ليأخذ منصب البروفسور في الاقتصاد السياسي في عام 1884 عقب وفاة هنري فوسيت. سعى في كامبريدج إلى إنشاء مناهج اقتصادية جديدة، ولم يحقق هذا الهدف حتى عام 1903. حتى ذلك الوقت، كانت تُدرس الاقتصاديات وفق مناهج العلوم الأخلاقية والتاريخية والتي فشلت في تقديم النوع الموهوب والمتخصص من الطلاب الذي كان يرغب فيه.

## روابط خارجية
- ألفرد مارشال على موقع الموسوعة البريطانية (الإنجليزية)
- ألفرد مارشال على موقع إن إن دي بي (الإنجليزية)